# متسلسلة هندسية

لكل من المربعات البنفسجية مساحة تساوي ربع مساحة المربع الأكبر منه (أي 1/2 × 1/2 = 1/4، 1/4 × 1/4 = 1/16 إلخ). مجموع مساحة المربعات البنفسجية يساوي ثلث مساحة المربع الأكبر في الشكل.

في الرياضيات، متسلسلة هندسية (بالإنجليزية: Geometric series)‏ هي متسلسلة حيث النسبة بين حدين متتابعين ثابتة.
{\displaystyle {\frac {1}{2}}\,+\,{\frac {1}{4}}\,+\,{\frac {1}{8}}\,+\,{\frac {1}{16}}\,+\,\cdots }

## اساس المتسلسلات الهندسية الللا نهائية
في حالة ان اساس المتسلسلة الهندسية بين -1 و 1 تكون متسلسلة متقاربة أي ان مجموعها يقترب من عدد معين حيث ان حدودها تصبح اصغر فاصغر
في حالة ان اساس المتسلسلة الهندسية أكبر من 1 أو اصغر -1 تصبح تكون متسلسلة متباعدة وتكون القيم المطلقة لحدودها أكبر فاكبر ولا يكون للمتسلسلة مجموع